# Jour du dépassement
Pour les articles homonymes, voir Dépassement (homonymie) et EOD.

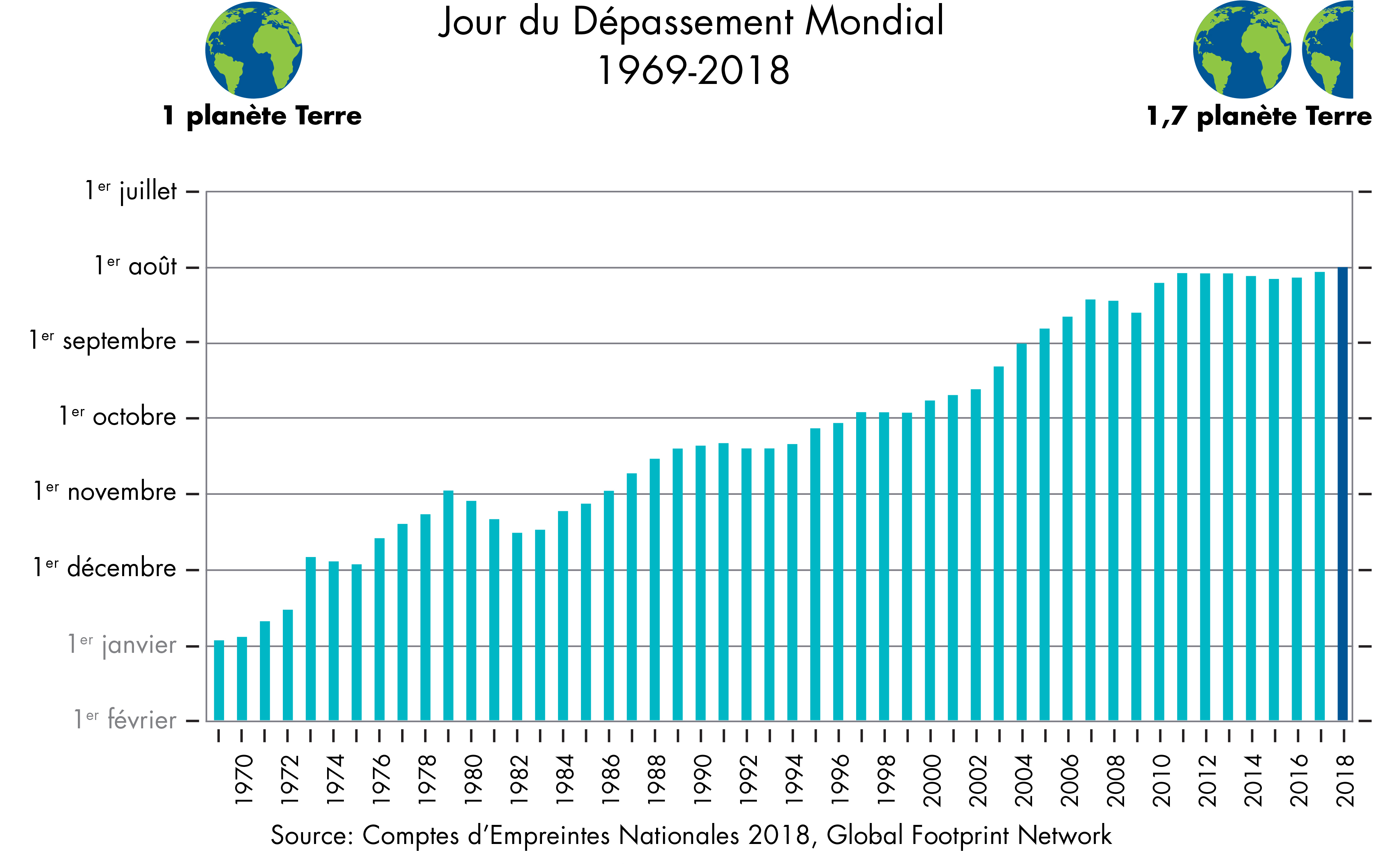
Progression des dates de dépassement entre 1969 et 2018.

Progression des dates de dépassement selon le calcul de l'ONG Global Footprint Network.

Le jour du dépassement, ou jour du dépassement de la Terre (en anglais : Earth Overshoot Day ou EOD), correspond à la date de l’année, calculée par l'ONG américaine Global Footprint Network, à partir de laquelle l’humanité est supposée avoir consommé l’ensemble des ressources naturelles que la planète est capable de produire en un an pour régénérer ses consommations ou absorber les déchets produits, dont le dioxyde de carbone. Passé cette date, l’humanité puiserait donc dans ses ressources à une vitesse qui n'est pas de l'ordre du « renouvelable à échelle humaine », accumulant les déchets au-delà de leur absorption sur le reste de l'année en cours.
En 2024, l'ONG a estimé cette date au 1er août.
Le calcul du jour de dépassement est considéré comme un outil de communication simple à comprendre, mais fait l'objet de diverses critiques. Sa capacité à représenter la consommation des ressources de la planète est mise en cause, et il n'est pas considéré comme un outil suffisant à lui seul pour évaluer les politiques et les pratiques socio-environnementales.

## Calcul
Le calcul est dérivé de celui de l'empreinte écologique globale, concept développé par Mathis Wackernagel, président de Global Footprint Network.
Global Footprint Network présente le jour du dépassement comme le résultat de la formule :
{\displaystyle J={\frac {B}{E}}\cdot 365}
où :
- {\displaystyle J} est le jour de dépassement (compté à partir du 1er janvier) ;
- {\displaystyle B} est la biocapacité ou capacité de production biologique de la planète en hectare global (hag) ;
- {\displaystyle E} est l’empreinte écologique de l'humanité hectare global (hag)

Il s'agit donc du rapport de la biocapacité sur l'empreinte écologique globale, ramené à une date de l'année, une date étant perçue comme plus marquante qu’un pourcentage.
De manière similaire peut être calculé le nombre de planètes Terre qui serait nécessaire pour subvenir à la consommation en ressources renouvelables de l'humanité en une année. En 2019, ce nombre est de 1,7 et l'extrapolation des données montre que le seuil de deux planètes Terre sera dépassé bien avant la fin de la première moitié du XXIe siècle.
En 2019, dans un article paru dans la revue Le Débat, Maxime De Blasi a caractérisé l'état de surpopulation mondiale se basant sur la date du jour du dépassement : à partir des projections de population et de PIB mondial à horizon 2050, il a évalué qu'il faudrait une réduction, soit de la population, soit du niveau de vie, dans un facteur 4 à 5 pour permettre à la planète de se régénérer annuellement. Il a ainsi évalué la population mondiale soutenable à une fourchette comprise entre 2 et 3 milliards d'habitants (hypothèse d'un doublement du produit intérieur brut mondial d'ici à 2050, ce qui correspond à la poursuite de la croissance de 3 %/an observée avant la pandémie de Covid-19).

## Historique

### Dates annoncées dans les médias
Chaque année, Global Footprint Network annonce la date du jour du dépassement selon la méthodologie et les données disponibles pour son étude. Cette méthodologie change régulièrement afin de prendre en compte de nouveaux éléments, rendant inadéquate la comparaison entre les années sur la seule base des archives médias.
| Année | Date du dépassement |
| ----- | ------------------- |
| 1986  | 31 décembre         |
| 1990  | 7 décembre          |
| 1993  | 21 octobre          |
| 1995  | 21 novembre         |
| 2000  | 1er novembre        |
| 2003  | 22 septembre        |
| 2005  | 20 octobre          |
| 2006  | 9 octobre           |
| 2007  | 28 septembre        |
| 2008  | 23 septembre        |
| 2009  | 25 septembre        |
| 2010  | 21 août,            |
| 2011  | 27 septembre        |
| 2012  | 22 août,            |
| 2013  | 20 août             |
| 2014  | 18 août ou 19 août  |
| 2015  | 13 août,            |
| 2016  | 3 août              |
| 2017  | 2 août,             |
| 2018  | 1er août            |
| 2019  | 29 juillet,         |
| 2020  | 22 août             |
| 2021  | 29 juillet          |
| 2022  | 28 juillet,         |
| 2023  | 2 août              |
| 2024  | 1 août              |
| 2025  | 24 juillet          |

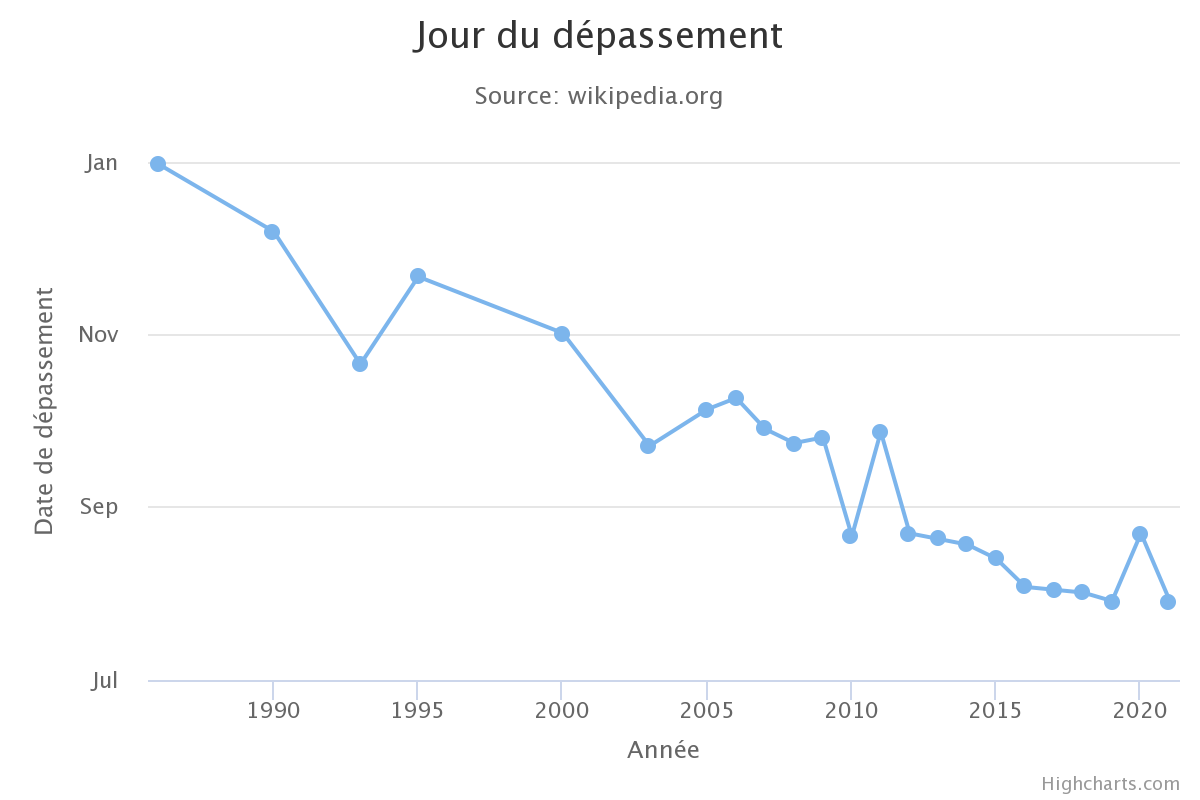
Éditable sur jsfiddle:

En 2020, le jour du dépassement est atteint trois semaines plus tard qu'en 2019 ; ce retard est dû aux mesures de confinement adoptées pour contenir et faire reculer la pandémie de Covid-19 dans le monde. En 2021, malgré un monde toujours perturbé par la pandémie de Covid-19, le jour du dépassement retrouve la date de 2019.

### Selon la méthode de 2023
Chaque année, la méthodologie est affinée et les données sont mises à jour. Cela conduit Global Footprint Network à faire une actualisation annuelle des dates pour les années précédentes, ce qui lui permet d'établir une comparaison entre les années.
| Année | Date du dépassement |
| ----- | ------------------- |
| 1970  | 29 décembre         |
| 1971  | 20 décembre         |
| 1972  | 10 décembre         |
| 1973  | 26 novembre         |
| 1974  | 27 novembre         |
| 1975  | 30 novembre         |
| 1976  | 16 novembre         |
| 1977  | 11 novembre         |
| 1978  | 7 novembre          |
| 1979  | 29 octobre          |
| 1980  | 4 novembre          |
| 1981  | 11 novembre         |
| 1982  | 15 novembre         |
| 1983  | 14 novembre         |
| 1984  | 6 novembre          |
| 1985  | 4 novembre          |
| 1986  | 30 octobre          |
| 1987  | 23 octobre          |
| 1988  | 15 octobre          |
| 1989  | 11 octobre          |
| 1990  | 11 octobre          |
| 1991  | 10 octobre          |
| 1992  | 12 octobre          |
| 1993  | 12 octobre          |
| 1994  | 10 octobre          |
| 1995  | 4 octobre           |
| 1996  | 2 octobre           |
| 1997  | 29 septembre        |
| 1998  | 29 septembre        |
| 1999  | 29 septembre        |
| 2000  | 23 septembre        |
| 2001  | 22 septembre        |
| 2002  | 19 septembre        |
| 2003  | 9 septembre         |
| 2004  | 1er septembre       |
| 2005  | 25 août             |
| 2006  | 19 août             |
| 2007  | 14 août             |
| 2008  | 14 août             |
| 2009  | 18 août             |
| 2010  | 7 août              |
| 2011  | 4 août              |
| 2012  | 4 août              |
| 2013  | 3 août              |
| 2014  | 4 août              |
| 2015  | 5 août              |
| 2016  | 5 août              |
| 2017  | 1er août            |
| 2018  | 29 juillet          |
| 2019  | 29 juillet          |
| 2020  | 22 août             |
| 2021  | 29 juillet          |
| 2022  | 28 juillet          |
| 2023  | 2 août              |
| 2024  | 1 août              |
| 2025  | 24 juillet          |

## Par pays
Le jour du dépassement calculé par pays est le jour où le dépassement mondial se produirait si toute la population mondiale consommait comme la population du pays en question.

### Pour la France
Selon le WWF (Fonds mondial pour la nature), il s'agissait en 2017 du 3 mai pour la France (données de 2013).
La branche française du WWF annonce le 4 mai 2018 que le jour du dépassement français calculé par Global Footprint Network (GFN) tombe en 2018 le 5 mai. Autrement dit, il faudrait 2,9 planètes Terre si toute l'humanité vivait comme les Français.
En 2021, alors que cette date tombait au 29 juillet pour l’ensemble de la planète, en 2023, le jour du dépassement était le 5 mai en France, et en 2022, le dépassement en France s'est produit le 5 mai, ce qui veut dire qu'en seulement 4 mois, le pays a consommé tout ce que la Nature pouvait régénérer en un an (alors qu'en 1970, la date du dépassement était alors située au 29 décembre, faisant que le pays était quasiment à l'équilibre). En 2025, alors que la date pour le monde était le 24 juillet (soit 8 jours plus tard qu'en 2024), en France elle tombait au 19 avril, soit plus de huit mois avant la fin de l'année (« En 2025, si tout le monde vivait comme en France, il nous faudrait près de trois planètes pour subvenir à nos besoins », selon le WWF (2025).

### Pour la Belgique
L'ONG Global Footprint Network a calculé qu'en 2023, le jour du dépassement était le 26 mars en Belgique.

### Pour le Canada
L'ONG Global Footprint Network a calculé qu'en 2023, le jour du dépassement était le 13 mars au Canada.

### Pour l'Espagne
L'ONG Global Footprint Network a calculé qu'en 2023, le jour du dépassement était le 12 mai en Espagne.

### Pour la Suisse
L'ONG Global Footprint Network a calculé qu'en 2023, le jour du dépassement était le 13 mai en Suisse.

## Critiques
Globalement l'outil est jugé être un très bon outil de communication, robuste et reproductible. Mais, il reçoit aussi des fortes critiques. Son calcul additionne divers éléments qui seraient sans rapport avec une surface ou une consommation de ressources et il utiliserait des facteurs multiplicatifs arbitraires,,.
Le concept de jour de dépassement a suscité diverses contestations : Fred Pearce (en), sur le New Scientist, estime que l'analyse de l'empreinte écologique sous-estime notre surutilisation des ressources de la planète. Leo Hickman (en), du Guardian, reconnaît que « c’est une manière assez intelligente et succincte d’exprimer les problèmes combinés auxquels nous sommes confrontés », mais lui trouve plusieurs inconvénients, en particulier parce qu'il semble comparer des choux avec des carottes. Pour l'auteur Michael Shellenberger du Breakthrough Institute (en) et ses collègues, la notion n'a aucun fondement scientifique et serait un outil politique utilisé par les tenants de décroissance permettant de s'exonérer de recherches de solutions pour accroître la productivité des terres tout en culpabilisant les citoyens. Cette critique est elle-même contestée, entre autres car, s'appuyant sur une vision mondiale, alors que l'échelle nationale et régionale est considérée par les auteurs et leurs sources, d'importance grandissante.
Il est reproché à l'outil de mêler les émissions de CO2, la production de viande sans distinction d'efficience, les surfaces agricoles sans distinction de rendement, de consommation en ressource ou autre, la production d'électricité, etc. ; de sur-évaluer l’énergie nucléaire dans le calcul de l'empreinte écologique ; de ne pas correspondre au concept qu'il prétend présenter ; de mal calculer les ressources consommées par l'homme et les ressources que la planète est capable de régénérer ; de manquer de transparence sur ses méthodes et sur les données choisies,,.
Il y a un accord, y compris de la part de ses concepteurs, pour considérer que l'outil est incomplet, et qu'il ne peut à lui seul refléter tous les enjeux économiques, sociaux et environnementaux. Un des cas mis en avant pour expliquer cette incomplétude est celui des matériaux non renouvelables et des polluants non absorbables tels que le pétrole ou les métaux lourds.
L'un des principaux désaccords porte sur la place de l'empreinte CO2 dans le résultat global, pouvant représenter plus de la moitié de « l'addition » et pour plusieurs utilisateurs ou observateurs, un indice réduit à cette empreinte CO2 pourrait être suffisant,.

### Vidéographie
- ademe, « Vidéo 9 : Le jour du dépassement (à la manière de "C'est pas sorcier") », 21 juillet 2021 (consulté le 31 juillet 2025)